# Controverses liées à Valéry Giscard d'Estaing
Les controverses liées à Valéry Giscard d'Estaing sont l'ensemble des affaires politiques, des affaires politico-financières et des controverses liées à Valéry Giscard d'Estaing.

## Quatrième République

### Affaire du bazooka
Le député Valéry Giscard d'Estaing est mêlé à l'affaire du bazooka. Le commanditaire de l'attentat, René Kovacs, un médecin algérois en faveur de l'Algérie française, déclare lors de son interrogatoire par la police que le complot a été ourdi par un « comité des six » composé, notamment par Pascal Arrighi, Michel Debré, et, « sans certitude aucune », par un certain monsieur « Giscard-Monservain » (contraction de Giscard d'Estaing et Roland Boscary-Monsservin). L'implication de Giscard d'Estaing n'a jamais été prouvée.

## Cinquième République

### Affaire des diamants de Bokassa
En 1979, le Canard enchaîné affirme que le président de la République a reçu des diamants en cadeau de la part de Jean-Bedel Bokassa, empereur autoproclamé de la Centrafrique. Le don daterait de 1973, lorsque le président était ministre des Finances. L'article du Canard, « Quand Giscard empochait les diamants de Bokassa », fait grand bruit et le Monde n'hésite pas à parler de « Watergate français ». Le président refuse initialement de répondre, préférant que l'affaire meure d'elle-même, ce qui ne fait que l'amplifier.
En 1981, le président déclare qu'après l'éclatement de l'affaire, le palais de l’Élysée a versé le produit des ventes des diamants notamment à la Croix-Rouge et à une maternité centrafricaine. Le Point montre en mars 1981 que les diamants ont bien été vendus, pour une somme de 114 977 francs, et que le produit a bien été remis à des œuvres de bienfaisance ; le prix de vente est toutefois très faible par rapport aux rumeurs de leur véritable valeur.

### Affaire des avions renifleurs
En 1976, les dirigeants d'Elf sont approchés par des escrocs se présentant comme des inventeurs, Alain de Villegas et Aldo Bonassoli, qui prétendent avoir mis au point une technologie permettant de détecter les gisements de pétrole à partir d'avions de reconnaissance. Elf dépense, avec le feu vert de l’État, plus d'un milliard de francs en recherche et développement. Le scandale éclate en 1983 lorsque la Cour des comptes met en lumière l'escroquerie. L'affaire est exploitée par les socialistes au pouvoir et Valéry Giscard d'Estaing est contraint de témoigner.

### Affaire Boulin
En 1979, le ministre du Travail de Valéry Giscard d'Estaing, Robert Boulin, est l'objet d'attaques infondées au sujet d'une opération immobilière à laquelle il a pris part. Potentiel futur Premier ministre de Giscard d'Estaing, il est retrouvé mort dans un étang en région parisienne quelque temps plus tard.

### Soutien à la dictature argentine
Dès les années soixante, sous la présidence du général de Gaulle, la France engageait une politique de coopération très active avec les armées de la plupart des pays d'Amérique latine. Un centre de formation était installé à Manaus, au Brésil, sous la direction du général Aussaresses, qui s'était illustré sur le front de la torture pendant la guerre d'Algérie, et qui le revendiquera ultérieurement, en même temps qu'il reconnaîtra son activité de formateurs des officiers supérieurs latino-américains qui feront ensuite des coups d'états militaires dans leurs pays respectifs.
Cette coopération prendra une importance particulière en Argentine sous la présidence de Valéry Giscard d'Estaing à partir de 1975, avec l'apparition d'escadrons de la mort à Buenos Aires, et surtout après le coup d'état du général Videla en 1976, sous lequel une répression particulièrement brutale et meurtrière frappera largement l'opposition. La mortalité imputée à cette répression est estimée à plusieurs dizaines de milliers de morts (30 000 étant l'estimation la plus courante).
Or il est établi que l'armée argentine bénéficiait alors d'un important soutien militaire français qui apportait surtout les enseignements des guerres d'Indochine et d'Algérie, la doctrine de la "guerre révolutionnaire", avec son recours à la torture et à la technique des disparitions, employée à très grande échelle en Argentine.
Ces faits ont été révélés en 2003, grâce à un film documentaire de Marie-Monique Robin, Escadrons de la mort, l'école française, et le livre éponyme paru en 2004.